# Oxepan
Oxepan, hay hexametylen oxide là một hợp chất dị vòng có công thức phân tử là C6H12O, hợp chất này là một cycloheptan trong đó một nhóm methylen được thay thế bằng nguyên tử oxy.

## Điều chế
Oxepan có thể được polymer hóa bởi cation trùng hợp như (C2H5)3OSbCl6 để tạo thành một chất rắn kết tinh với nhiệt độ nóng chảy khoảng 56-58 °C.

### Hợp chất dị vòng chứa oxy khác:
- Oxete
- Oxetan
- Furan
- Pyran